# Biatorellaceae
Biatorellaceae är en familj av lavar. Biatorellaceae ingår i ordningen Lecanorales, klassen Lecanoromycetes, divisionen sporsäcksvampar och riket svampar.
|                | Sarrameanaceae               |
|                |                              |
|                | Hymeneliaceae                |
|                |                              |
|                | Brigantiaeaceae              |
|                |                              |
|                | Arctomiaceae                 |
|                |                              |
|                | Stereocaulaceae              |
|                |                              |
|                | Sphaerophoraceae             |
|                |                              |
|                | Scoliciosporaceae            |
|                |                              |
|                | Ramalinaceae                 |
|                |                              |
|                | Psoraceae                    |
|                |                              |
|                | Pilocarpaceae                |
|                |                              |
|                | Parmeliaceae                 |
|                |                              |
|                | Mycoblastaceae               |
|                |                              |
|                | Miltideaceae                 |
|                |                              |
|                | Megalariaceae                |
|                |                              |
|                | Lecanoraceae                 |
|                |                              |
|                | Haematommataceae             |
|                |                              |
|                | Gypsoplacaceae               |
|                |                              |
|                | Cladoniaceae                 |
|                |                              |
|                | Catillariaceae               |
|                |                              |
| Biatorellaceae | \| \| Biatorella \| \| \| \| |
|                | \| \| Biatorella \| \| \| \| |
|                | Ectolechiaceae               |
|                |                              |
|                | Dactylosporaceae             |
|                |                              |
|                | Crocyniaceae                 |
|                |                              |
|                | Calycidiaceae                |
|                |                              |
|                | Tephromelataceae             |
|                |                              |
|                | Aphanopsidaceae              |
|                |                              |
|                | Myochroidea                  |
|                |                              |
|                | Strangospora                 |
|                |                              |
|                | Biatorella                   |
|                |                              |

|  | Biatorella |
|  |            |